# Grb Občine Bled
Grb Občine Bled je špansko-ščitni grb, na katerem je stiliziran Blejski otok s cerkvijo Marijinega vnebovzetja ter Blejski grad na vrhu pečine. Izmenične valovite bele in modre črte predstavljajo Blejsko jezero.
Grb se nahaja na sredini zastave občine.